# Carl Tolderlund
Carl Emil Tolderlund (født 30. maj 1813 i København, død 14. august 1898 på Frederiksberg) var en dansk læge.

## Virke
Han var en søn af proprietær Albrecht Christopher Tolderlund til Sorø Store Ladegård og Sara født Christensen, blev student fra Sorø Akademi 1832 og tog 1839 lægeeksamen. Efter kandidattjeneste på Almindelig Hospital blev han 1841 amanuensis hos stiftslæge Steenberg på Vallø og nedsatte sig 1843 i Ringsted som praktiserende læge. 1861 udnævntes han til fysikus i Aabenraa, 1863 til stadslæge i Korsør, hvor han var medlem af byrådet, 20. maj 1871 til Ridder af Dannebrogordenen, 1872 til landfysikus for Sjællands nordre Fysikat med bolig i Holbæk og var her tillige 1876-86 læge ved Amtssygehuset. 1891 flyttedes embedsboligen til Frederiksberg. Tolderlund blev senere Dannebrogsmand. 1893 blev han Kommandør af 2. grad af Dannebrog, 1895 tog han sin afsked. 
Hans noble og gennemhumane personlighed og hans store nidkærhed og samvittighedsfuldhed i de ham betroede stillinger erhvervede ham almindelig anerkendelse, og han beklædte derfor også fremskudte kollegiale tillidshverv, således var han først formand for Den sydvestsjællandske Lægeforening og dernæst i en årrække (1864-71) formand for Den almindelige danske Lægeforening. Hans død indtraf 14. august 1898.

## Ægteskaber
I sit første ægteskab giftede han sig 25. juli 1845 in Sankt Bendts Kirke i Ringsted med Wilhelmine Christine Wengel (4. juni 1817 - 14. juli 1847), datter af kancelliråd, apoteker Hans Jørgen Wengel og Ane Sophie Frederikke Aabye. I sit andet ægteskab giftede han sig 23. maj 1849 i Tranekær med hendes kusine Marie Elisabeth Wengel (26. august 1822 - 5. september 1892), datter af regimentskirurg Niels Adolph Wengel og Henriette Amalie Haas.